# Enrico Rossi (Beachvolleyballspieler)
Enrico Rossi (* 27. Juni 1993 in Cesena, Italien) ist ein italienischer Beachvolleyballspieler.

## Karriere
Rossi spielte von 2014 bis 2018 überwiegend an der Seite von Marco Caminati. 2014 belegten die beiden bei der U23-Weltmeisterschaft im polnischen Mysłowice Platz neun. In den Folgejahren hatten Caminati/Rossi einige Turniersiege bei nationalen Turnieren. Sie starteten auch auf der FIVB World Tour, auf europäischen CEV-Turnieren sowie bei den Europameisterschaften 2015 in Klagenfurt, 2016 in Biel/Bienne und 2018 in den Niederlanden.
Von 2019 bis 2022 war Adrian Carambula Rossis Partner. Bei der Weltmeisterschaft 2019 in Hamburg wurden Carambula/Rossi Fünfte. Bei den Olympischen Spielen 2021 in Tokio schieden sie sieglos nach der Vorrunde aus.
Bei der Beachvolleyball-Weltmeisterschaft 2022 in der Hauptstadt ihres Heimatlandes wurden sie in Pool A gelost. Sie gewannen alle drei Gruppenspiele, verloren aber anschließend ihre erste Hauptrundenbegegnung gegen die Chilenen Esteban und Marco Grimalt und belegten damit den geteilten siebzehnten Platz in der Endabrechnung dieser Veranstaltung. Ähnlich erging es den beiden italienischen Athleten bei der EM in München. Nach zwei Siegen in der Gruppe G verloren sie im Achtelfinale gegen das spanische Duo Pablo Herrera und Adrián Gavira und wurden somit Neunte.
Von November 2022 bis Mai 2024 war Daniele Lupo Rossis Partner. Im australischen Torquay gewannen die beiden Italiener das Challenge-Turnier und wurden beim anschließenden Elite16-Turnier Fünfte. Bei der Weltmeisterschaft 2023 in Tlaxcala erreichten Lupo/Rossi Platz neun. Nach verpasster Qualifikation für die Olympischen Spiele 2024 trennte sich das Team im Mai 2024.